# Zorbau
Zorbau – dzielnica miasta Lützen w Niemczech, w kraju związkowym Saksonia-Anhalt, w powiecie Burgenland.
Do 31 grudnia 2010 samodzielna gmina wchodząca w skład wspólnoty administracyjnej Lützen-Wiesengrund.